# Profound Lore Records
Profound Lore Records est un label discographique indépendant canadien, basé à New Hamburg, en Ontario.

## Histoire
Le label indépendant est fondé en mai 2004. Le label se concentre principalement sur la publication d'albums de métal extrême et d'expérimentations,. Au départ, il s'agit de l'entreprise de quelques amis, mais au cours des six dernières années, le label se transforme en une entreprise unipersonnelle, façonne une « identité esthétique » distincte et fournit à son propriétaire Chris Bruni un « emploi à temps plein » Les groupes notables qui ont publié leurs œuvres sur le label comprennent Agalloch et Bell Witch,
Le label est décrit comme ayant suscité la loyauté de certains fans à l'égard de la marque. Le label est critiqué par The A.V. Club pour avoir distribué des artistes de national socialist black metal.